# Vogelbescherming
Vogelbescherming is het streven om vogels te beschermen of hun welzijn te waarborgen. Het kan gaan om het lot van individuele vogels of om het veiligstellen van de leefgebieden van vogelsoorten. Vogelbescherming vindt onder meer plaats via wetgeving, zoals de in Europa geldende Vogelrichtlijn en in Nederland daarenboven de Flora- en faunawet.
Wereldwijd zijn er verschillende vogelbeschermingsorganisaties die vaak op nationaal niveau opereren. 
Meer dan 100 van deze nationale organisaties zijn verenigd in de koepelorganisatie BirdLife International.
Hieronder worden slechts een aantal voorbeelden van dit soort organisaties genoemd.

## Europa
- België: Vogelbescherming Vlaanderen en de Ligue Royale Belge pour la Protection des Oiseaux.
- Nederland: Vogelbescherming Nederland en Sovon Vogelonderzoek Nederland
- Duitsland: NABU Vogelschutz
- Verenigd Koninkrijk: Royal Society for the Protection of Birds
- Italië: Lega Italiana Protezione Uccelli
- Zwitserland: Schweizer Vogelschutz

## Buiten Europa
- Indonesië: Perhimpunan Pelestari Burung dan Habitatnya, kortweg: Burung Indonesia